# واين نيوتن
واين نيوتن (بالإنجليزية: Wayne Newton)‏ هو مغني وكاتب أغاني وممثل أمريكي، ولد في 3 أبريل 1942 في الولايات المتحدة. من الجوائز التي نالها عضوية قاعة مشاهير الألعاب ‏.

## أعمال

### أفلام
- (1989) رخصة للقتل[7][8]
- (1997) عطلة فيغاس[9][10]
- (2001) أوشن 11[11]
- (2009) صداع الكحول[12][13][14]

## جوائز
- عضوية قاعة مشاهير الألعاب [الإنجليزية]‏

## وصلات خارجية
- واين نيوتن على موقع IMDb (الإنجليزية)
- واين نيوتن على موقع ألو سيني (الفرنسية)
- واين نيوتن على موقع ميوزك برينز (الإنجليزية)
- واين نيوتن على موقع أول موفي (الإنجليزية)
- واين نيوتن على موقع قاعدة بيانات الأفلام السويدية (السويدية)
- واين نيوتن على موقع إن إن دي بي (الإنجليزية)
- واين نيوتن على موقع أول ميوزيك (الإنجليزية)
- واين نيوتن على موقع ديسكوغز (الإنجليزية)
- واين نيوتن على موقع قاعدة بيانات الفيلم (الإنجليزية)
- واين نيوتن على موقع كينوبويسك (الروسية)